# 金子賢
金子 賢（かねこ けん、 朝: 김자현, 1976年10月19日 - ）は、日本の元俳優、元タレント、元総合格闘家。オフィスジュニアに所属していた。
東京都新宿区出身。東京都立大学附属高等学校（定時制）卒業。

## 来歴

### 俳優活動
父が西城秀樹と友人であり、2人が共にゴルフに行ったことが金子のデビューのきっかけになったという。
1996年、北野武監督の映画『キッズ・リターン』で主役デビュー。ボクサーの卵シンジ（安藤政信）の同級生マサルを演じた。
役柄は様々だが、マザコン、ストーカーや奇異な性格・趣味を持つキャラクターを演じることが多い。

### 総合格闘技
2004年、「ようやく全身全霊をかけて打ち込める物が見つかった」と総合格闘家に転向。所属事務所の強い慰留に応じ、芸能界引退は思いとどまったものの、芸能活動を休止して髙田道場で総合格闘技の練習を始め、ブラジリアン柔術は渡辺孝真（Axis柔術アカデミー代表）の指導を2年間受けた。
2005年12月31日、総合格闘技デビュー戦となったPRIDE 男祭り 2005のオープニングセレモニー前に行われた第0試合でチャールズ・"クレイジー・ホース"・ベネットと対戦し、腕ひしぎ十字固めで一本負け。
2006年10月9日、初参戦となったHERO'Sのスーパーファイトで所英男と対戦。オモプラッタ、三角絞めなど柔術仕込みの技術を若干披露するも体力が続かず、最後は腕ひしぎ十字固めで一本負け。試合前にはHERO'Sスーパーバイザーの前田日明に「アマチュアの試合から出て来い」と猛烈に非難された。
2006年12月31日、K-1 PREMIUM 2006 Dynamite!!で総合格闘技デビュー戦のアンディ・オロゴンと対戦。序盤から中盤にかけてテイクダウンに成功したものの、終盤は、アンディのローキックに立っているのがやっとなほど一方的に攻められ、0-3の判定負け。試合後に前田日明は「あれは金子の勝ちです。なぜならばテイクダウンと試合の攻勢で見れば明らかに3-0は無いでしょう」と哀れみを込めるコメントした。
2007年2月、「格闘技挑戦は2年間限定」という所属事務所との約束もあり、俳優業を再開した。
2023年、芸能界を事実上引退したと週刊誌に報道された。
2025年7月5日、加齢による「腰椎椎間板症慢性腰痛」と診断されたことを明かした。

## 人物
- プロゴルファーの金子柱憲は叔父に当たる。
- 芸能界では、浜田雅功率いる「浜田ファミリー」の次男と呼ばれている[6]。
- 2014年5月22日、公式ブログにて1人でハワイに赴いたエピソードを投稿した。そのエントリー内でアップされた航空券の画像に「KIM/HYEON（キム・ヒョン）」という氏名の記載があり、在日韓国人であることが発覚した[7]。
- ファッションブランド「Scenario」「JURY」のプロデューサーである。
- 現在はボディビルダーとしても活躍しており、海外の大会にも出場している。
- 猿を8匹飼っている（2014年10月現在）。
- 正統派の若手俳優として注目を集めたが、近年は金色に染めた口ひげ、坊主頭、マニキュアなど特異なファッションで知られている。
- DJ KEN KANEKO名義でディスクジョッキーとしても活動しており、2015年8月に1stシングル「ENDLESS SUMMER feat.NORIKIYO & JAZEE MINOR」をリリースした。

## 戦績
| 総合格闘技 戦績 | 総合格闘技 戦績 | 総合格闘技 戦績 | 総合格闘技 戦績 | 総合格闘技 戦績 | 総合格闘技 戦績 | 総合格闘技 戦績 |
| --------------- | --------------- | --------------- | --------------- | --------------- | --------------- | --------------- |
| 3 試合          | (T)KO           | 一本            | 判定            | その他          | 引き分け        | 無効試合        |
| 0 勝            | 0               | 0               | 0               | 0               | 0               | 0               |
| 3 敗            | 0               | 2               | 1               | 0               | 0               | 0               |

| 勝敗 | 対戦相手                                   | 試合結果                 | 大会名                                                              | 開催年月日     |
| ×    | アンディ・オロゴン                         | 5分3R終了 判定0-3        | K-1 PREMIUM 2006 Dynamite!!                                         | 2006年12月31日 |
| ×    | 所英男                                     | 1R 1:50 腕ひしぎ十字固め | HERO'S 2006 ミドル&ライトヘビー級世界最強王者決定トーナメント決勝戦 | 2006年10月9日  |
| ×    | チャールズ・"クレイジー・ホース"・ベネット | 1R 4:14 腕ひしぎ十字固め | PRIDE 男祭り 2005 頂-ITADAKI-                                       | 2005年12月31日 |

## 出演

### テレビドラマ
- いちご白書（1993年、テレビ朝日） - ひろし 役
- ツインズ教師（1993年、テレビ朝日） - 田口健介 役
- じゃじゃ馬ならし（1993年、フジテレビ） - 山本清和 役
- 嫁の出る幕（1994年、テレビ朝日） - 中川勝 役
- 八神くんの家庭の事情（1994年、テレビ朝日）
- 3年B組金八先生第4シリーズ（1995年、TBS） - 広島勇 役
- 将太の寿司（1996年） - 宇崎辰巳役
- 金田一少年の事件簿（1996年、日本テレビ） - 檜山達之 役
- 義務と演技（1996年、TBS） - 永嶋岳 役
- メロディ（1997年、TBS） - 柳田拓也 役
- いちばん大切なひと（1997年、TBS） - 坂元幹也 役
- 失楽園（1997年、日本テレビ） - 衣川透 役
- Days（1998年、フジテレビ） - 松本壮太 役
- 庭師サッちゃん（1998年、NHK）
- 駿馬の丘（1998年、NHK）
- ハッピーマニア（1998年、フジテレビ） - 高橋修一 役
- 走れ公務員!（1998年、フジテレビ） - 武田一輝 役
- ニュースキャスター 霞涼子（1999年、テレビ朝日）
- 女医（1999年、よみうりテレビ） - 矢吹昌志 役
- 氷の世界（1999年、フジテレビ） - 迫田正午 役
- 恋の神様（2000年、TBS） - 堤幸生 役
- ナースのお仕事3 第8話（2000年、フジテレビ） - 長谷川竜也 役
- つぐみへ…〜小さな命を忘れない〜（2000年、テレビ朝日） - 吉村真佐規 役
- ストレートニュース（2000年、日本テレビ） - 加藤和志 役
- カバチタレ! 第10話・最終話（2001年、フジテレビ） - 梨本誠一 役
- 私を旅館に連れてって（2001年、フジテレビ）- 千葉由幸 役
- 女と愛とミステリー「佐野洋サスペンス 優雅な悪事1」（2001年、テレビ東京） - 辻純一郎 役
- 傷だらけのラブソング（2001年、フジテレビ） - 江崎正彦 役
- 太陽にほえろ!2001（2001年、日本テレビ） - 松浦淳 役
- 月曜ゴールデン・十津川警部シリーズ25（2002年、TBS） - 畑山恵介 役
- ごくせん シリーズ（2002年 - 2008年、日本テレビ） - 朝倉てつ 役
- こちら本池上署（2002年 - 2005年、TBS） - 水木健司 役
- 壬生義士伝〜新選組でいちばん強かった男（2002年、テレビ東京） - 沖田総司 役
- 火曜サスペンス劇場・十二月の花嫁（2002年、日本テレビ） - 間宮浩平 役
- 土曜ワイド劇場・『ひまわり〜桶川女子大生ストーカー殺人事件〜』（2003年12月13日） - 松尾幸人 役
- 女と愛とミステリー『優雅な悪事2 京都華道家元連続殺人事件』（2003年、テレビ東京） - 純一郎 役
- ペルソナの微笑（2004年、TBS） - 矢代勲刑事 役
- セレンディップの奇跡「アウトポスト・ダヴァーン」（2007年、日本テレビ） - 三宅オサム 役
- くうねるところすむところ〜恋するニッカボッカ・ガール〜（2007年、フジテレビ） - 田所徹男 役
- ハケンの品格 第10話（2007年、日本テレビ） - 土屋 役
- ひまわり〜夏目雅子27年の生涯と母の愛〜（2007年、TBS） - 小達一雄 役
- 未来講師めぐる（2008年、テレビ朝日）
- 4姉妹探偵団 第8話（2008年、テレビ朝日）
- 水曜ミステリー9-信濃のコロンボ事件ファイル16「願望の連環」（2008年、テレビ東京） - 沢田幸雄 役
- 恋のから騒ぎ 〜Love Stories V〜「葬儀屋の女」（2008年、日本テレビ）
- 土曜ワイド劇場「おとり捜査官・北見志穂・バスローブ連続殺人」（2008年、テレビ朝日）
- 土曜ワイド劇場「西村京太郎トラベルミステリー (51) つり合わない乗車券を買う死体！」（2009年、テレビ朝日） - 本田剛 役
- 日本史サスペンス劇場・特別企画『東大落城』（2009年、日本テレビ） - 宇田川信一 役
- 上地雄輔ひまわり物語〜家族・親友・彼女…誰も知らない素顔初公開!（2009年、フジテレビ） - 田中謙二 役
- 特上カバチ!! 第8話（2010年、TBS） - 江口浩介 役
- 科捜研の女スペシャル「恐怖の200メートル狙撃 疑惑の体内弾道!? 矛盾する発射タイミング!! 京都〜小豆島、逃げる女VS迫る狙撃者の謎」（2010年、テレビ朝日） - 笹本 祐二 役
- 月曜ゴールデン・十津川警部シリーズ43（2010年、TBS） - 鳴海信隆 役
- 経済ドキュメンタリードラマ ルビコンの決断（2010年、テレビ東京）
- SPEC〜警視庁公安部公安第五課 未詳事件特別対策係事件簿〜 第1話（2010年、TBS） - 五木谷代議士 役
- 新春ワイド時代劇・戦国疾風伝 二人の軍師 秀吉に天下を獲らせた男たち（2011年、テレビ東京） - 山中鹿之介 役
- 水戸黄門第42部 最終話「お命頂戴！御老中 -江戸-」（2011年、TBS） - 清治郎 役
- 新・警視庁捜査一課9係 season3 第10話（2011年、テレビ朝日） - 柏木雄一郎 役
- 水曜ミステリー9「不倫調査員・片山由美11・京都伏見・月下美人殺人事件」（2011年、テレビ東京） - 飯島雄治 役
- 八重の桜（2013年、NHK大河ドラマ） - 徳川慶勝 役
- ドラマスペシャル・SP〜警視庁警護課III（2013年、テレビ朝日） - 田代要次 役
- ダブルス〜二人の刑事 第8話（2013年、テレビ朝日） - 大崎勝也 役
- プレミアムドラマ「かすてぃら」（2013年、NHK BSプレミアム） - 大吉 役
- クロコーチ（2013年、TBS） - 嶋光男 役
- 都市伝説の女 Part2 第2話（2013年、テレビ朝日） - 岩崎裕二 役
- スペシャルドラマ・LEADERS リーダーズ（2014年、TBS） - 桜井武 役
- 月曜ゴールデン「女流ミステリー作家 薬師寺叡子 京都殺人ダイアリー」（2015年、TBS） - 田中優 役
- 俺の家の話 第4話（2021年、TBS）- 本人 役

### 映画
- キッズ・リターン（1996年） - 主演・ミヤワキマサル 役
- まむしの兄弟（1997年）- ケン（ナツメの恋人・美夏の腹違いの弟）
- 釣りバカ日誌10（1998年） - 富田松五郎（浜崎伝助の釣りの弟子）役
- 大安に仏滅!?（1998年） - 西岡雄平 役
- ダンジェ破滅への暴走（1999年）
- 秘密（1999年） - 梶川文也 役
- 新GONIN（2000年） - 柴崎東伍 役
- 眉山（2007年） - 吉野三郎 役
- 長い長い殺人（2008年） - 寺島裕之（刑事）役
- 空へ-救いの翼 RESCUE WINGS-（2008年） - 横須賀剛（第6航空団第306飛行隊 F-15Jパイロット）役
- ごくせん THE MOVIE（2009年） - 大江戸一家若頭代理補佐 朝倉てつ 役
- 彩愛-saiai-（2012年） - 立川浩介（さくらの父親）役
- ストロベリーナイト（2013年） - 龍崎組 川上義則 役

### Vシネマ
- 銀と金6 7（1997年） - 川松良平
- 九州激動の1520日～新・誠への道（2009年）
- あにき（2010年）全2作 - 主演・豊島一家椿組若頭補佐 ヤス
- 仁義の聖戦 ジャックナイフ（2013年） - 木元組組員
- 修羅の宿命（さだめ）（2013年） - 鬼王会若頭補佐 鮫島五郎
- 荒らぶる侠（2013年） - 大山一家組長 小内
- ハイエナ（2013年） - ハピネスファイナンス 鬼藤
- 血塗れの報復（2013年） - 山神組但馬会組員 クロキ
- 獅子の復讐（2013年）

### バラエティ
- ジャンクSPORTS ※番組開始当初から6年間レギュラーだったが、格闘技トレーニング専念のため降板
- ふぞろいの天使たち